# 870 (číslo)
Osm set sedmdesát je přirozené číslo. Římskými číslicemi se zapisuje DCCCLXX a řeckými číslicemi ωοʹ. Následuje po čísle osm set šedesát devět a předchází číslu osm set sedmdesát jedna.

## Matematika
870 je:
- Abundantní číslo
- Složené číslo
- Nešťastné číslo
- Součet deseti po sobě jdoucích prvočísel (67 + 71 + 73 + 79 + 83 + 89 + 97 + 101 + 103 + 107)

## Astronomie
- (870) Manto je planetka hlavního pásu, kterou objevil v roce 1917 Max Wolf

## Roky
- 870
- 870 př. n. l.